# Louise Michel
Louise Michel, ps. „Enjolras”, znana też jako Czerwona Dziewica Montmartru lub Dobra Louise (ur. 29 maja 1830 w Vroncourt-la-Côte, zm. 9 stycznia 1905 w Marsylii) – francuska działaczka anarchistyczna, rewolucjonistka, bojowniczka Komuny Paryskiej, pionierka feminizmu we Francji, nauczycielka i działaczka społeczna, poetka i pisarka, członkini loży masońskiej.
Swoją postawą w czasie Komuny Paryskiej i ośmioletniego zesłania zaskarbiła sobie uznanie nie tylko wśród anarchistów, ale i wśród przeciwników politycznych. Jej pogrzeb zgromadził niemal 100 tys. osób.

## Życiorys

### Młodość i wczesna działalność
Louise Michel urodziła się jako nieślubne dziecko służącej, Marianne Michel i francuskiego arystokraty. Otrzymała, jak na swoją społeczną pozycję, niezwykle staranne wykształcenie. Dziadek Michel czytał jej pisma Woltera, Rousseau i encyklopedystów, jej babcia nauczyła ją śpiewać i grać na pianinie.
W 1850 roku, po śmierci ojca i dziadków, wyrzucona przez przybraną matkę z domu, podjęła – po ukończeniu kursu pedagogicznego na akademii w Chaumont – pracę nauczycielki. Kiedy nie pozwolono jej, po odmowie złożenia przysięgi na wierność Napoleonowi III, na pracę w państwowej szkole, otworzyła własną. Początkowo we wsi Audeloncourt, później wraz ze swoją przyjaciółką Julią Longchamp, którą poznała w Chaumont, założyła szkołę w Millières, gdzie uczyła przez dwa lata.
W 1856 roku przeniosła się do Paryża, by uczyć dzieci na pensji. Dziewięć lat później, w 1865 roku kupiła prywatną szkołę w paryskiej dzielnicy Montmartre, gdzie uczyła dzieci robotników oraz ubogich chłopów z okolic Paryża.
Znana z wpajania młodzieży ideałów wolności i równości, a także niektórych haseł socjalistycznych, była wielokrotnie karana przez władze oświatowe.

### Początki aktywności politycznej
Jako zadeklarowana przeciwniczka Drugiej Republiki została jedną z aktywniejszych postaci w lewicowych środowiskach Paryża. Organizowała polityczne wiece, gdzie poznała blankistę Théophila Ferré i jego siostrę, z czasem swoją najbliższą przyjaciółkę, Marię, stając się orędowniczką żarliwego antyklerykalizmu.
Współdziałała z radykałami paryskiej lewicy: z Ferrérem, z którym żyła w nieformalnym związku, z Eugène’em Varlinem, Raoulem Rigaultem, Émile’em Eudesem czy Jules’em Vallèsem, z którym współpracowała w redakcji gazety „Le Cri du Peuple”. Pisała dramaty i wiersze zaangażowane społecznie, określając się jako blankistka, ateistka i republikanka. Spotkała się kilkukrotnie z Wiktorem Hugo, którego podziwiała jako wzór pisarza zaangażowanego, a jako pseudonim literacki przybrała imię jednego z jego bohaterów-rewolucjonistów, Enjolrasa.
W 1866 roku m.in. wraz z Marią Deraismes, Paule Minck i André Léo powołała pierwszą organizację feministyczną we Francji – Towarzystwo na rzecz Odzyskania Praw Kobiet (Société pour la Revendication des Droits de la Femme). Towarzystwo publikowało prace m.in. Mink, Michel i Éliego Reclusa, walczyło o łatwiejszy dostęp kobiet do edukacji, wyższe płace dla kobiet oraz udzielało pomocy prostytutkom.
Od 1869 roku zasiadała w zarządzie Demokratycznego Stowarzyszenia Moralności, które pod tą nazwą ukrywało prawdziwy cel – ekonomiczne wspieranie robotników. 12 lipca 1870 roku, pośród 100 000 innych osób, uczestniczyła w pogrzebie lewicowego dziennikarza Victora Noir, zabitego przez Piotra Bonaparte, wygłaszając mowę nad jego grobem.
W tym samym roku, w czasie oblężenia Paryża podczas wojny francusko-pruskiej, została wybrana przewodniczącą Komitetu Czujności Obywatelskiej w XVIII okręgu paryskim. Odegrała znaczącą rolę w wydarzeniach z dnia 18 marca 1871 roku, alarmując mieszkańców Montmartre o nadchodzącym wojsku rządowym, usiłującym zabrać ze wzgórza armaty zakupione ze składek mieszkańców Paryża. Skutecznie nawoływała żołnierzy do dezercji i przechodzenia na stronę Komuny.

### Komuna Paryska

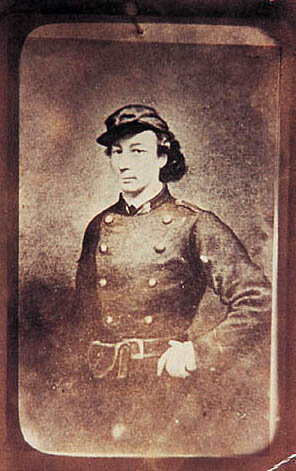
Louise Michel w mundurze komunardki

Wśród komunardów należała do najbardziej radykalnego skrzydła. Chociaż nadal deklarowała się jako blankistka, często w swoich przemówieniach posługiwała się hasłami typowo anarchistycznymi. W pierwszej fazie Komuny nawoływała do zorganizowania ofensywy w kierunku Wersalu i zniszczenia skąpych wówczas sił rządowych, zanim zdąży on zebrać posiłki. Kiedy okazja na taką operację nie została wykorzystana przez pogrążoną w wewnętrznych sporach Radę Komuny, Michel zaproponowała, że osobiście uda się do Wersalu i zamorduje znienawidzonego szefa rządu Thiersa. I ten plan nie został zrealizowany.
Była gwardzistką Gwardii Narodowej w 61 batalionie, sanitariuszką, a także liderką klubu rewolucyjnego w kościele św. Bernarda w XVIII okręgu paryskim. Z racji wykształcenia szczególnie interesowała się sprawami oświaty i opieki nad dziećmi, w których to sprawach często zabierała głos w Komunie. Brała udział w walkach w pobliżu ratusza i na barykadzie na ulicy Clignacourt. Dobrowolnie oddała się w ręce wersalczyków na wieść o tym, że ci, nie zastawszy jej w domu, aresztowali jako zakładniczkę jej matkę. Zmuszona do obserwowania masowych egzekucji, widziała śmierć prawie wszystkich swoich przyjaciół i współpracowników. Sama jednak nie została rozstrzelana.

### Proces i deportacja
Sądzona 16 grudnia 1871 roku, w przemówieniu na sali sądowej potępiła masakrę przeprowadzoną w Paryżu przez wojska Wersalu, stwierdzając: „skoro każde serce, które bije dla wolności ma prawo tylko do odrobiny ołowiu, i ja proszę o moją porcję”. Skazana na dożywotnie zesłanie, półtora roku oczekiwała na wykonanie wyroku w więzieniu w Auberive, pisząc swoje Bajki dla dzieci.
Wiktor Hugo poświęcił procesowi Michel swój wiersz Viro Major.
28 sierpnia 1873 roku została zesłana do Nowej Kaledonii. Na statku, w czasie czteromiesięcznej podróży, poznała m.in. Nathalie Lemel i innych znanych bojowników czasów Komuny, którzy z czasem ostatecznie przekonali ją do anarchizmu. Początkowo była przetrzymywana w fortecy w Numbo na półwyspie Ducos, gdzie prowadziła kursy dla młodzieży, które zapoczątkował komunard i członek Pierwszej Międzynarodówki Augustin-Joseph Verdure, zmarły jeszcze przed przybyciem Michel. W maju 1875 roku została przeniesiona do zachodniej zatoki, gdzie organizowała kursy dla krajowców, ucząc ich czytać i pisać. W 1879 roku otrzymała zezwolenie na osiedlenie się w Nouméi i zorganizowanie tam szkoły dla miejscowych oraz dzieci deportowanych komunardów.
11 lipca 1880 roku, pod wpływem starań ludzi kultury i polityków lewicy, Zgromadzenie Narodowe ogłosiło amnestię dla zesłanych komunardów. 9 listopada 1880 roku Louise Michel wróciła z zesłania, owacyjnie witana przez dziesięciotysięczną manifestację, na czele której stanęli m.in. Louis Blanc, Georges Clemenceau i Henri Rochefort.

Jestem anarchistką, bo wierzę, że jedynie ustrój anarchistyczny da szczęście ludzkości, że jest on najwyższym i najpiękniejszym ideałem, jaki umysł ludzki może sobie wyobrazić. Coraz to nowe horyzonty ukazują się przed ludzkością. Wszyscy wiemy, że to, co się wydaje utopią jednemu lub nawet drugiemu pokoleniu, staje się rzeczywistością dla trzeciego. Jedynie ustrój anarchistyczny uczyni z człowieka istotę uczciwą i świadomą, gdyż jedynie on może dać mu wolność, raz na zawsze przeistoczywszy stado niewolników w wolne społeczeństwo pracy.

Podczas ośmioletniego zesłania zyskała sobie ogromny szacunek miejscowej ludności. Kiedy wypływała do Europy, 20 000 mieszkańców Nowej Kaledonii żegnało ją na nadbrzeżu.

### Anarchistka
Po powrocie do kraju włączyła się w działalność polityczną, stając się jedną z czołowych postaci w europejskim ruchu anarchistycznym. W styczniu 1881 roku wzięła udział w pogrzebie Augusta Blanquiego, przemawiała nad jego grobem. Dwa lata później w rocznicę pogrzebu zorganizowała kolejną manifestację, po której zostaje aresztowana i 9 stycznia skazana na 15 dni więzienia.
9 marca 1883 roku wraz z Émilem Pougetem na paryskiej Alei Inwalidów prowadziła manifestację głodujących bezrobotnych, która przerodziła się w tzw. „rozruchy chlebowe”, podczas których demonstranci wdzierali się do piekarń wynosząc z nich chleb. Aresztowana miesiąc później, osadzona w więzieniu św. Łazarza (Saint-Lazare), 22 czerwca została skazana na 6 lat więzienia. W 1886 roku objęta amnestią i, mimo własnego sprzeciwu wobec łaski, siłą usunięta z więzienia.
Kolejnych pięć lat spędza między organizowaniem manifestacji i odczytów a więzieniem. Wsławiona nieugiętą postawą w czasach Komuny Paryskiej i ośmioletniego zesłania, prowadziła agitację w całej Francji.
W 1888 roku w Hawrze, podczas jednego z mityngów ekstremista Pierre Lucas próbował zastrzelić Michel, raniąc ją jednak niezbyt dotkliwie. W 1890 roku wyemigrowała do Londynu, gdzie współpracowała m.in. z Piotrem Kropotkinem. Rok później założyła, wraz z Agnes Henry, anarchistyczną Szkołę Międzynarodową. W 1892 roku uczestniczyła w serii mityngów, które poprzedziły założenie jidyszowej gazety anarchistycznej „Der Arabajter Frajnd”. Szeroko publikowała w prasie anarchistycznej. W 1895 wróciła do Francji i w tym samym roku wraz z Sébastienem Faure założyła dwutygodnik anarchistyczny „Le Libertaire”, pozyskując do redakcji m.in. Kropotkina i Reclusa. Periodyk z czasem zyskał uznanie również nawet wśród ludzi niechętnych anarchizmowi. Brała udział w konferencji anarchistycznej w Londynie, zwołanej 28 lipca 1896 roku, po wykluczeniu anarchistów z Drugiej Międzynarodówki.
Latem 1904 roku, zaproszona przez feministkę i aktywistkę socjalistyczną Madeleine Pelletier, wstąpiła do masonerii, do Wielkiej Loży Symbolicznej Szkockiej.
Zmarła podczas kolejnego agitacyjnego tournée. 21 stycznia została pochowana na cmentarzu w Levallois-Perret. W jej pogrzebie uczestniczyło blisko 100 tys. osób.

## Oddziaływanie i odniesienia w kulturze
- Od roku śmierci, aż do 1916 r. w rocznicę jej śmierci organizowano przy jej grobie manifestacje[17]. We Francji powstała loża masońska, nazwana jej imieniem. W czasie wojny domowej w Hiszpanii w składzie Brygad Międzynarodowych walczył francusko-belgijski Batalion im. Louisy Michel.

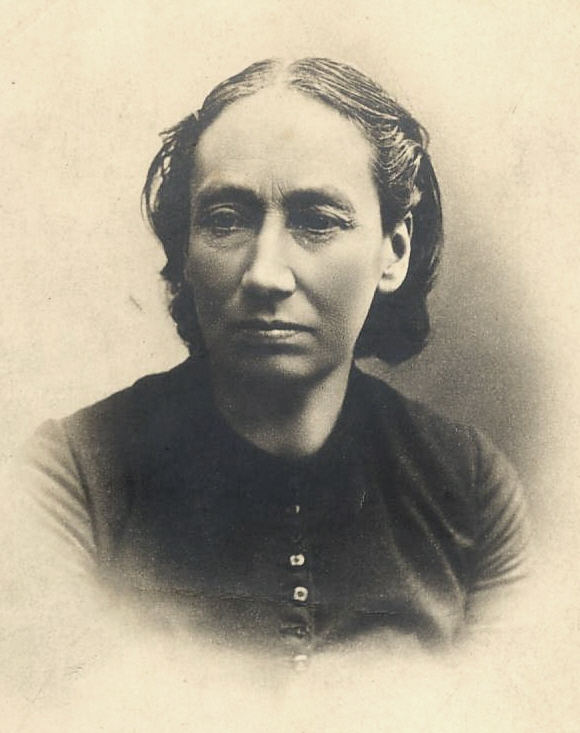
Louise Michel w podeszłym wieku

* W 1946 roku jej imieniem została nazwana jedna z paryskich stacji metra.
- Jej imieniem nazwana została w 2020 r. łódź patrolowa kupiona przez Banksy’ego przeznaczona do patrolowania Morza Śródziemnego i ratowania uchodźców[25].

## Pisma
- À travers la vie (poezja) Paryż 1894.
- Le Bâtard impérial, razem z J. Winter, Paryż 1883.
- Le claque-dents, Paryż.
- La Commune, Paryż 1898.
- Contes et légendes, Paryż 1884.
- Les Crimes de l’époque Paryż 1888.
- Défense de Louise Michel (mowa obrończa) Bordeaux 1883.
- L'Ère nouvelle, pensée dernière, souvenirs de Calédonie (pieśni zesłańców), Paryż 1887
- La Fille du peuple (poezja) razem z A. Grippa, Paryż 1883
- Le Gars Yvon, légende bretonne, Paryż 1882.
- Lectures encyclopédiques par cycles attractifs, Paryż 1888.
- Ligue internationale des femmes révolutionnaires, Appel à une réunion. Paryż 1882.
- Le livre du jour de l’an: historiettes, contes et légendes pour les enfants, Paryż 1872.
- Lueurs dans l’ombre. Plus d’idiots, plus de fous. L'âme intelligente. L’idée libre. L’esprit lucide de la terre à Dieu... Paryż 1861.
- Manifeste et proclamation de Louise Michel aux citoyennes de Paris, Paryż 1883.
- Mémoires, Paris, 1886, t. 1.
- Les Méprises, grand roman de mœurs parisiennes, razem z Marguerite Tynayre, Paryż 1882.
- Les Microbes humains, Paryż 1886.
- La Misère część 2 (cz. 1 – Marguerite Tynayre) Paryż 1882.
- Le Monde nouveau, Paryż 1888

Pośmiertnie:
- Vol. I. Avant la Commune Alfortville 1905.
- Les Paysans z Émile Gautier, Paryż
- Prise de possession, Saint-Denis 1890.
- Le Rêve Paryż 1898.
- Légendes et chants de gestes canaques. Présentation. red. Gérard Oberlé 1988.
- Je vous écris de ma nuit, correspondance générale, 1850-1904, red. Xavière Gauthier, Paryż 1999.